# Armando Ceste
Armando Ceste (Torino, 7 novembre 1942 – Orbassano, 15 aprile 2009) è stato un regista italiano. Cineasta independente e artista visuale del dissenso, è stato tra i fondatori del Collettivo Cinema Militante di Torino, nei primi anni settanta. È stato anche il direttore artistico del Valsusa Filmfest e uno dei suoi fondatori.
Ha girato 26 cortometraggi, 7 mediometraggi e un lungometraggio. Vinse il premio Set Torino Piemonte alla sua carriera (2008). Nei suoi film racconta le lotte operaie, la mafia, le contraddizioni della Torino olimpica, i centri sociali antagonisti, le violenze poliziesche e il razzismo omicida.

## Regista
Regista di cinema sociale con forte impegno a sinistra, mise la sua arte al servizio dei lavoratori, dei ribelli e degli esclusi (poveri, inmigrati, ecc.). Si avvicina al cinema negli anni sessanta, e nel 1969, dopo alcune esperienze di cinema underground, gira il suo primo cortometraggio dal titolo La lezione, che viene presentato al Festival del Cinema Indipendente Italiano a Torino.
A partire dalla seconda metà degli anni ottanta gira diversi documentari e cortometraggi, alcuni dei quali in collaborazione con l'Archivio audiovisivo del movimento operaio e democratico. Molti dei suoi lavori sono proiettati in anteprima al Festival Giovani di Torino.
Negli anni novanta lavora come organizzatore culturale. Nel 1996, in Piemonte nasce il Valsusa Filmfest, festival cinematografico sui temi della memoria storica e della difesa dell'ambiente, di cui Ceste è uno dei fondatori. Ne diventerà, in seguito, direttore artistico.
Nel 2005, si pubblica La resistenza nel cinema. L'opera di Armando Ceste, presso il DAMS di Torino.
Nel dicembre 2008 riceve il Premio Set Torino Piemonte - nella sezione Documentario - istituito dalla Film Commission Torino Piemonte con la Fondazione CRT. Nel 2008 è ideatore con Claudio Paletto del progetto di "concept film collettivo" Walls and Borders, a lui dedicato.
Dopo la sua morte, ha ricevuto divversi ommaggi. Nel 2012, tre anni dopo la morte, le copie dei suoi lavori più importanti sono donate alla Bibliomediateca Mario Gromo, istituendo il fondo Armando Ceste.. Nel 2018 la rivista Mondo Niovo, dell'Associazione del Museo nazionale del cinema, pubblica una monografia dedicata alla sua opera, assieme a quella di Alberto Signetto ed Alessandro Tannoia.

### Disegnatore
Ceste ha disegnato i manifesti di Lotta Continua e della contestazione operaia e studentesca del 1968-69. Alla metà degli anni '70, Ceste e Gianfranco Torri pubblicano due libri a fumetti dedicati ai ragazzi presso la casa editrice Savelli di Roma. Il primo, La Storia delle Lotte per la Casa (Soffitte, pensioni, ci vadano i padroni), esce nel 1975. L'anno successivo esce il secondo, La storia degli arditi del popolo (1976), un adattamento da Proletari senza rivoluzione di Renzo Del Carria, dove racconta la vittoria di una battaglia dell'antifascismo militante degli arditi del popolo durante i fatti di Parma. Nel 2000 la casa editrice Ananke pubblica Storyboard, parole & immagini, una raccolta di disegni del cineasta torinese.

## Filmografia

### Cortometraggi
- La lezione (1969)
- Bagetto/Mazz Art (1983), dedicato all'omonimo movimento artistico sviluppatosi a Torino a partire dal 1980
- Il rock mi ha salvato la vita (1985)
- I migliori anni della nostra vita (1987)
- Donato (1987)
- Das Rastel einer Strasse (1988)
- Morire d'amore (1988)
- Recita (1990)
- Lontano dal golfo (1991)
- L'ultimo nastro (1991)
- Finale di partita (1992)
- Marzo 1973 - I giorni della Fiat (1993)
- Due o tre cose (1994)
- Aria di golpe (1994)
- Milano 25 aprile (1994)
- Mai tardi (1996)
- Anna Karina - Il volto della Nouvelle Vague (1996)
- Le parole sono importanti (1996)
- Jean-Marie Straub. Lezione di cinema (1998)
- Viaggio alla fine del mondo (dove le storie vanno a finire) (1998)
- Romeo & Giulietta. Il gioco del film (2000)
- Erri De Luca. Dopo Genova (filastrocche sgangherate) (2001)
- Variazioni (2004)
- Love Difference (2006)
- Amoremorte (2007), interpretato da Egi Volterrani e la soprano Alena Dantcheva.
- Movimento (2008)

### Mediometraggi
- Nosferatu, ogni notte di fronte a me (1988)
- Jean-Marie Straub, la resistenza del cinema (1991)
- Rosso/Askatasuna(a proposito di un primo maggio di guerra) (1999)
- Abdellah e i suoi fratelli (2000)
- Libera terra (2002)
- Senza FIATo? - I giorni di lotta alla Fiat (2003)
- Porca miseria (2006), interpretato da Erri de Luca ed Egi Volterrani.

### Lungometraggi
- Fiatamlet (2003)